# Маршан, Колетт
Колетт Маршан (фр. Colette Marchand, 29 апреля 1925[…], XIV округ Парижа — 5 июня 2015[…], Фонтенбло) — французская артистка балета и киноактриса.

## Биография
Родилась в Париже в 1925 году. Занималась балетом в студии Вакер у педагога Виктора Гзовского. Будучи солисткой труппы Ролана Пети «Балет Парижа», в 1949 году танцевала на Бродвее во время гастролей труппы в США.
В 1952 году снялась в британском фильме «Мулен Руж» — роль Мари Шарлетт принесла ей номинацию на премию «Оскар» и премию «Золотой глобус» в номинации Лучший дебют актрисы.
Скончалась в возрасте 90 лет в своём доме в Буа-ле-Руа во Франции 5 июня 2015 года.

## Фильмография
- 1952 — Мари Шарлетт, «Мулен Руж»
- 1954 — Танцовщица, «Романтическая молодость»
- 1954 — Принцесса Каролин, «По приказу царя»
- 1954 — Каролин фон Сэй-Виттгенштайн, «Венгерская рапсодия»